# The Tale of the Dog
The Tale of the Dog è un cortometraggio muto del 1920 diretto da Tom Buckingham.

## Produzione
Il film fu prodotto dalla Century Film.

## Distribuzione
Distribuito dalla Universal Film Manufacturing Company, il film - un cortometraggio in due bobine - uscì nelle sale cinematografiche USA il 24 maggio 1920.